# RMS Etruria
El RMS Etruria fue un transatlántico británico que, junto al RMS Umbria, fue el último de los barcos de la compañía naviera Cunard Line en contar con velas auxiliares. El Etruria fue construido por John Elder & Co. en Glasgow (Escocia) en 1884. Ambos barcos, el Etruria y el Umbria, fueron para los estándares de su tiempo barcos innovadores. Se trataba de los barcos más grandes en servicio, realizando el servicio regular entre Liverpool y Nueva York. El RMS Etruria fue completado y botado en marzo de 1885, doce semanas más tarde que el Umbria.
El Etruria tenía muchas características distinguidas, entre ellas dos chimeneas enormes que daban la impresión de una gran potencia. También disponía de tres mástiles de acero, que cuando estaban plenamente aparejados albergaban un extenso conjunto de velas. Otra innovación del Etruria era que estaba equipado con maquinaria de refrigeración, aunque sería su propulsión, mediante una sola hélice, la que le reportaría la mayor parte de su publicidad más tarde en su carrera.
El barco resumía los lujos del estilo victoriano. Las habitaciones públicas en primera clase estaban llenas de mobiliario decorado cuidadosamente, y cortinas de terciopelo pesado colgaban en todas las estancias, decoradas con Bric-à-brac como dictaba la moda del momento. Estas estancias, así como los camarotes de primera clase, estaban situados en la cubierta de paseo, y las cubiertas superiores. Había también un salón de música, sala de fumadores para caballeros, y salas de comedor separadas para la primera y segunda clase. Para el estándar de la época, los alojamientos de segunda clase eran estándar, pero cómodos y espaciosos. El RMS Etruria contaba con alojamiento para 550 pasajeros en primera clase y 800 pasajeros en segunda clase. No obstante, en 1892 se realizaron cambios para alojar a 500 pasajeros de primera clase, 160 pasajeros de segunda clase, y 800 de tercera clase.